# Bunium pachypodum
Bunium pachypodum, una de les plantes conegudes amb el nom de castanyola, és una espècie de planta amb flors de la família de les apiàcies (umbel·líferes). És present a la Mediterrània occidental, incloent-hi les illes Balears, així com Catalunya, on és una espècie invasora.
Al nord d'Àfrica es consumeixen els tubercles, collits en les planes, de la talla de patates.